# Chechło (Klein-Polen)
Chechło is een dorp in de Poolse woiwodschap Klein-Polen. De plaats maakt deel uit van de gemeente Klucze en telt 1700 inwoners.